# Almazne, Sovietskîi
Almazne (în ucraineană Алмазне) este un sat în comuna Ciornozemne din raionul Sovietskîi, Republica Autonomă Crimeea, Ucraina.

## Demografie
Componența lingvistică a localității Almazne
     Tătară crimeeană (46,65%)
     Rusă (44,09%)
     Ucraineană (7,68%)
     Alte limbi (0,4%)
Conform recensământului din 2001, nu exista o limbă vorbită de majoritatea populației, aceasta fiind compusă din vorbitori de tătară crimeeană (46,65%), rusă (44,09%) și ucraineană (7,68%).